# Parc national de Forlandet
Le parc national de Forlandet, en norvégien Forlandet nasjonalpark, est un parc national de Norvège situé dans l'archipel du Svalbard et englobant intégralement l'île de Prins Karls Forland ainsi que ses eaux environnantes.
Créé en 1973, il s'étend sur 4 647 km2, partie maritime incluse. La partie terrestre couvre 616 km².

## Faune
On peut y voir des ours polaires, des phoques et des morses. On y trouve de nombreux cétacés : narval, béluga, dauphin, baleine à bosse, baleine bleue, orque...

Le sanctuaire d'oiseaux de Forlandsøyane à l'intérieur du parc a été reconnu comme zone humide d'importance internationale par la convention de Ramsar. BirdLife International l'a également désigné comme zone importante pour la conservation des oiseaux grâce à ses populations reproductrices de bernaches, d'eiders et de guillemots noirs.

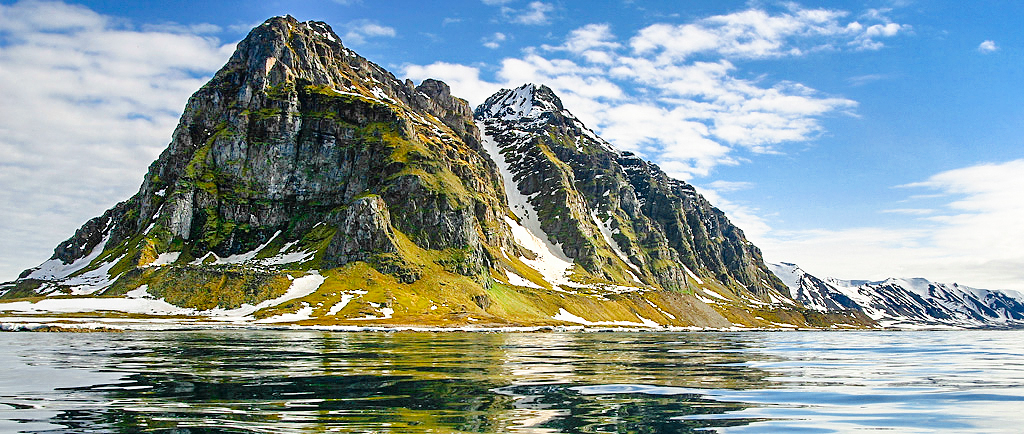
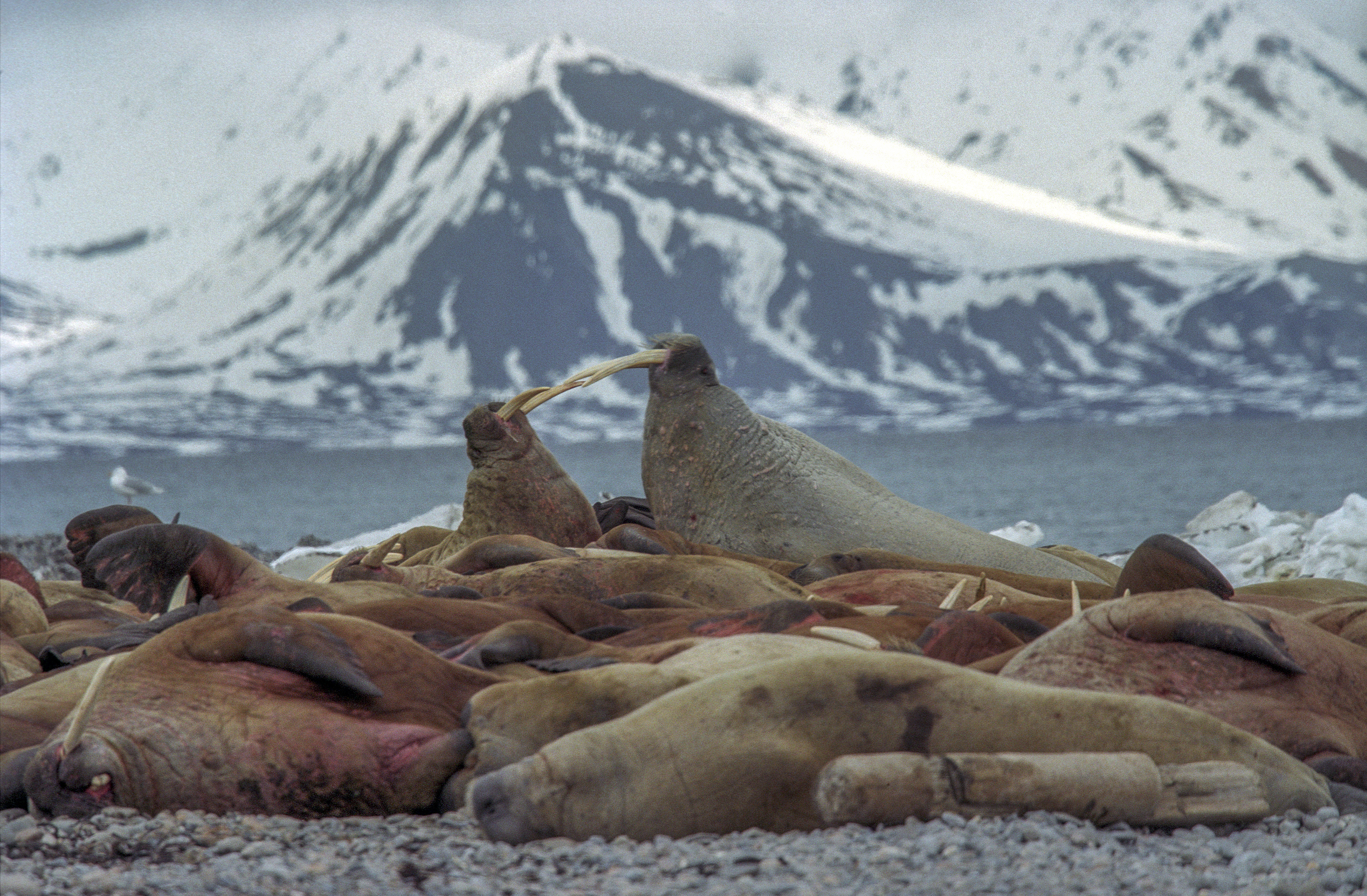
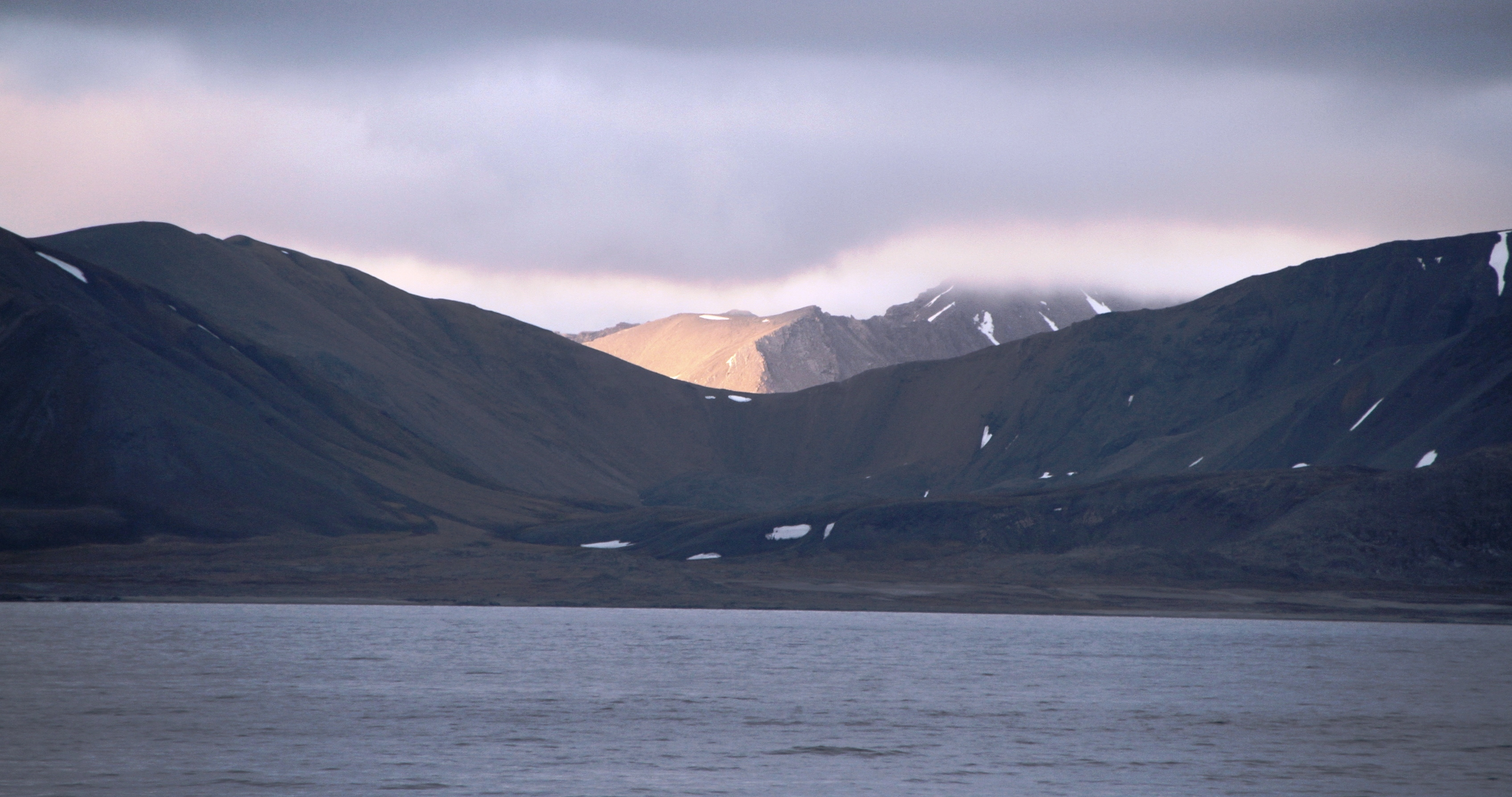